# Baliny
Baliny (německy Ballin) jsou obec v okrese Žďár nad Sázavou v kraji Vysočina. Leží 5 km západně od Velkého Meziříčí, 26 kilometrů jižně od Žďáru nad Sázavou, 28 kilometrů východně od Jihlavy a 139 kilometrů jihovýchodně od Prahy. Žije zde 128 obyvatel. Obcí protéká říčka Balinka.
Sousedními obcemi sídla jsou Uhřínov, Velké Meziříčí, Oslavice, Oslavička a Nový Telečkov.

## Název
Původní název vesnice byl Balín a byl odvozen od osobního jména Bala (v jehož základu je sloveso báti). Význam místního jména byl "Balův majetek". Od konce 15. století se používal tvar Balina v ženském rodě (přídavné jméno k ves nebo lhota). Po splynutí se sousední vsí Balinkou přešlo jméno do množného čísla. Podoba jména v písemných pramenech: Palyn (1385), Balyn (1437), v Balině (1459), Balyna (1591), Balyny (1679), Ballin a Baliny (1846), Ballin, Baliny (1885).

## Historie
První písemná zmínka o obci pochází z roku 1358.
V letech 1869–1900 byla vesnice součástí obce Uhřínov, v letech 1910–1980 představuje samostatnou obec, od 1. července 1980 do 31. prosince 1991 součástí města Velké Meziříčí a od 1. ledna 1992 se stala samostatnou obcí.
Právo užívat znak a vlajku bylo obci uděleno rozhodnutím Poslanecké sněmovny Parlamentu České republiky dne 8. listopadu 2016.

## Obyvatelstvo
| Rok            | 1869 | 1880 | 1890 | 1900 | 1910 | 1921 | 1930 | 1950 | 1961 | 1970 | 1980 | 1991 | 2001 | 2011 | 2021 |
| -------------- | ---- | ---- | ---- | ---- | ---- | ---- | ---- | ---- | ---- | ---- | ---- | ---- | ---- | ---- | ---- |
| Počet obyvatel | 162  | 180  | 184  | 202  | 176  | 187  | 208  | 158  | 142  | 124  | 128  | 112  | 124  | 125  | 133  |
| Počet domů     | 24   | 24   | 24   | 26   | 33   | 29   | 33   | 45   | 38   | 36   | 35   | 45   | 45   | 49   | 54   |

## Obecní správa a politika
V letech 2010–2014 byl starostou Pavel Drápela, od roku 2014 funkci vykonává Monika Čermáková.

## Památky
- Zvonice (kaple sv. Bartoloměje)
- Venkovská usedlost čp. 26